# Alpiner Skieuropacup 1988/89
Gesamt- und Disziplinenwertungen der Saison 1988/1989 des Alpinen Skieuropacups.

## Europacupwertungen

### Gesamtwertung
| Rang | Name               | Land             | Punkte |
| ---- | ------------------ | ---------------- | ------ |
| 1    | Stephan Eberharter | Österreich       | 152    |
| 2    | Tomaž Čižman       | Jugoslawien      | 137    |
| 3    | Attilio Barcella   | Italien          | 119    |
| 4    | Peter Jurko        | Tschechoslowakei | 106    |
| 5    | Sergio Bergamelli  | Italien          | 102    |
| 6    | Mathias Berthold   | Österreich       | 097    |
| 7    | Urs Kälin          | Schweiz          | 095    |
| 8    | Rudolf Stocker     | Österreich       | 090    |
| 9    | Steve Locher       | Schweiz          | 087    |
| 9    | Oliver Künzi       | Schweiz          | 087    |

| Rang | Name                   | Land               | Punkte |
| ---- | ---------------------- | ------------------ | ------ |
| 1    | Sabine Ginther         | Österreich         | 216    |
| 2    | Stefanie Schuster      | Österreich         | 118    |
| 3    | Monique Pelletier      | Vereinigte Staaten | 134    |
| 4    | Elisabeth Giger        | Österreich         | 132    |
| 5    | Ingrid Stöckl          | Österreich         | 129    |
| 6    | Katrin Stotz           | BR Deutschland     | 099    |
| 7    | Kristi Terzian         | Vereinigte Staaten | 095    |
| 8    | Brigitte Gadient       | Schweiz            | 092    |
| 9    | Christine von Grünigen | Schweiz            | 085    |
| 9    | Agneta Hjorth          | Schweden           | 085    |

### Abfahrt
| Rang | Name             | Land           | Punkte |
| ---- | ---------------- | -------------- | ------ |
| 1    | Kristian Ghedina | Italien        | 75     |
| 2    | Peter Eigler     | BR Deutschland | 67     |
| 3    | Rudolf Stocker   | Österreich     | 65     |
| 4    | Hannes Zehentner | BR Deutschland | 57     |
| 5    | Xavier Gigandet  | Schweiz        | 53     |

| Rang | Name               | Land               | Punkte |
| ---- | ------------------ | ------------------ | ------ |
| 1    | Sabine Ginther     | Österreich         | 77     |
| 2    | Ula Lodsinja       | Sowjetunion        | 50     |
| 3    | Ingrid Stöckl      | Österreich         | 46     |
| 4    | Kristin Krone      | Vereinigte Staaten | 40     |
| 5    | Warwara Selenskaja | Sowjetunion        | 39     |

### Super-G
| Rang | Name               | Land        | Punkte |
| ---- | ------------------ | ----------- | ------ |
| 1    | Tomaž Čižman       | Jugoslawien | 67     |
| 2    | Jérôme Noviant     | Frankreich  | 61     |
| 3    | Urs Kälin          | Schweiz     | 57     |
| 4    | Stephan Eberharter | Österreich  | 37     |
| 5    | Konrad Walk        | Österreich  | 34     |

| Rang | Name             | Land           | Punkte |
| ---- | ---------------- | -------------- | ------ |
| 1    | Emi Kawabata     | Japan          | 50     |
| 2    | Anja Straupeneck | BR Deutschland | 37     |
| 3    | Katrin Stotz     | BR Deutschland | 36     |
| 4    | Elisabeth Giger  | Schweiz        | 30     |
| 5    | Katja Seizinger  | BR Deutschland | 23     |

### Riesenslalom
| Rang | Name               | Land        | Punkte |
| ---- | ------------------ | ----------- | ------ |
| 1    | Stephan Eberharter | Österreich  | 95     |
| 1    | Attilio Barcella   | Italien     | 95     |
| 3    | Steve Locher       | Schweiz     | 72     |
| 4    | Tomaž Čižman       | Jugoslawien | 70     |
| 5    | Mathias Berthold   | Österreich  | 67     |

| Rang | Name            | Land           | Punkte |
| ---- | --------------- | -------------- | ------ |
| 1    | Elisabeth Giger | Schweiz        | 86     |
| 2    | Sabine Ginther  | Österreich     | 75     |
| 3    | Birgit Wolfram  | Österreich     | 71     |
| 4    | Sandra Burn     | Schweiz        | 61     |
| 5    | Katrin Stotz    | BR Deutschland | 55     |

### Slalom
| Rang | Name                 | Land             | Punkte |
| ---- | -------------------- | ---------------- | ------ |
| 1    | Peter Jurko          | Tschechoslowakei | 106    |
| 2    | Christophe Berra     | Schweiz          | 065    |
| 2    | Didier Schmidt       | Frankreich       | 065    |
| 4    | Thomas Stangassinger | Österreich       | 062    |
| 5    | Sergio Bergamelli    | Italien          | 058    |

| Rang | Name                   | Land               | Punkte |
| ---- | ---------------------- | ------------------ | ------ |
| 1    | Monique Pelletier      | Vereinigte Staaten | 129    |
| 2    | Stefanie Schuster      | Österreich         | 116    |
| 3    | Agneta Hjorth          | Schweden           | 076    |
| 4    | Christine von Grünigen | Schweiz            | 073    |
| 5    | Nathalie Jamet         | Frankreich         | 067    |